# Albon-d'Ardèche
 Albon-d'Ardèche  es una población y comuna francesa, en la región de Ródano-Alpes, departamento de Ardèche, en el distrito de Privas y cantón de Saint-Pierreville.
Se encuentra junto al río Glueyre.

## Demografía
| 340 | 276 | 232 | 180 | 173 | 165 |
| Para los censos de 1962 a 1999 la población legal corresponde a la población sin duplicidades (Fuente: INSEE [Consultar]) |     |     |     |     |     |